# Владулени (Олт)
Владулени (рум. Vlăduleni) насеље је у Румунији у округу Олт у општини Осика де Сус. Oпштина се налази на надморској висини од 94 m.

## Становништво
Према подацима из 2002. године у насељу је живело 526 становника, од којих су сви румунске националности.